# Catedral del Campanario (Ponapé)
La catedral del Campanario de Ponapé también conocida como el Campanario católico o el Campanario de Ponapé (en inglés: Cathedral of Ponape Belltower; Catholic Belltower; Ponape Belltower) es una torre histórica en la Misión Católica en Kolonia (Ponapé), parte de los Estados Federados de Micronesia, un país de Oceanía, y de la diócesis de las Islas Carolinas.
Fue terminada de construir en 1909 por misioneros católicos alemanes y españoles y se agregó al Registro Nacional de Lugares Históricos en 1980. Originalmente una catedral, la ubicación se compone actualmente de un campanario y un ábside.